# 1 Pułk Jazdy Augustowskiej
1 Pułk Jazdy Augustowskiej – oddział jazdy Wojska Polskiego Królestwa Kongresowego.
Pułk został sformowany z jazdy 50-dymowej. 20 stycznia 1831 został przeniesiony na etat wojska. W 1831 oddział walczył na wojnie polsko-rosyjskiej. Żołnierze pułku otrzymali 19 złotych i 19 srebrnych Krzyży Orderu Wojskowego Polskiego.

## Żołnierze Jazdy Augustowskiej
Dowódcy pułku:

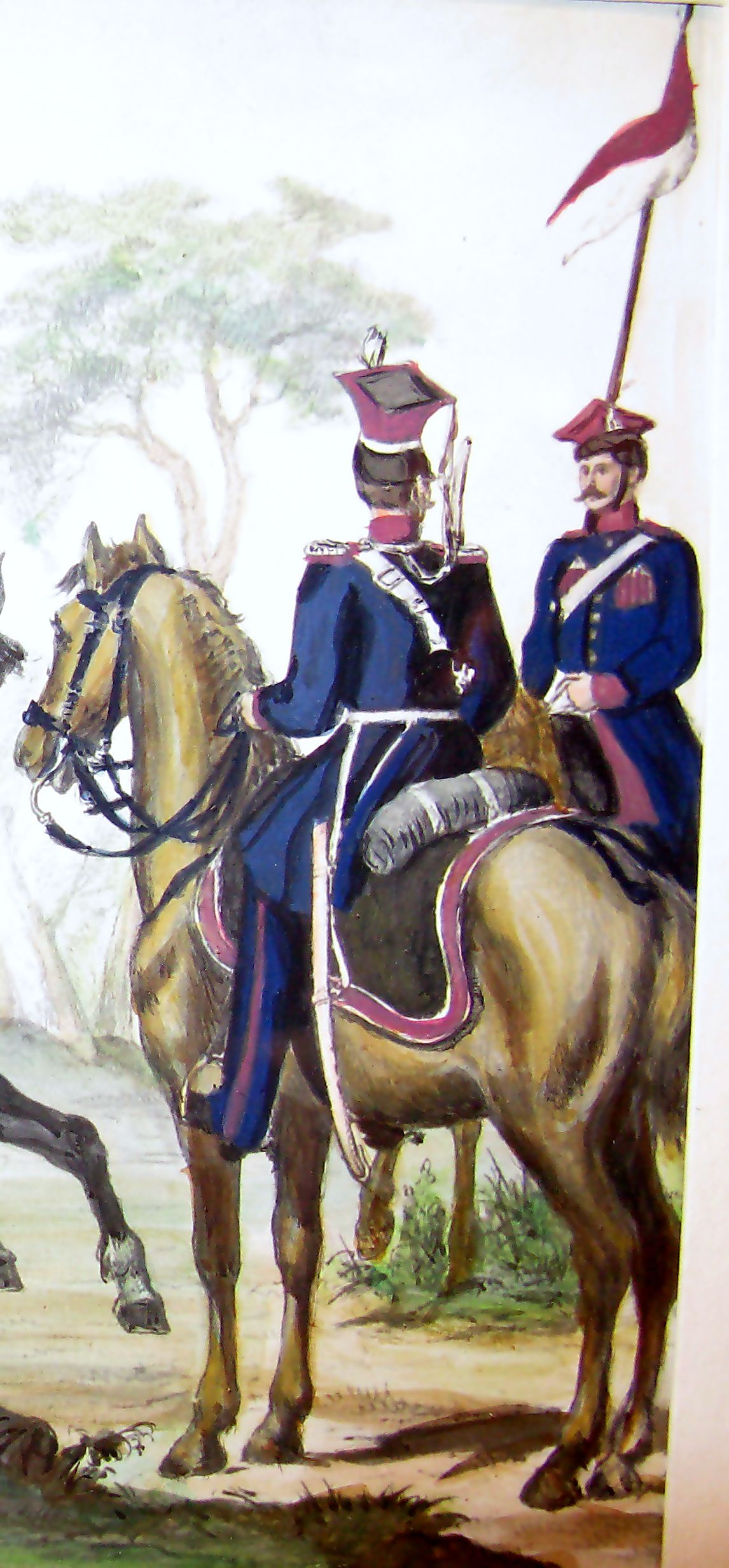
Jazda Augustowska

- ppłk Franciszek Kosko (9 marca 1831; 1 sierpnia 1831 awansował na pułkownika)
- ppłk Eleazar Apolinary Tyszka (24 września 1831)

Kawalerowie Złotego Krzyża Orderu Wojskowego Polskiego:
1. ppłk Eleazar Apolinary Tyszka (17 września 1831)
2. kpt. Franciszek Jaźwiński (3 października 1831)
3. kpt. Mateusz Kuncewicz (17 września 1831)
4. por. Jan Bieliński (15 marca 1831)
5. por. Tomasz Drewnowski (15 marca 1831)
6. por. Adam Kołaczkowski (25 maja)
7. por. Ignacy Mostowski (3 października 1831)
8. por. Karol Szmydt (3 października 1831)
9. por. Hiacynt Ułanowski (3 października 1831)
10. por. Dominik Wierzbicki (3 października 1831)
11. por. Władysław Wolmer (15 marca 1831)
12. ppor. Michał Bogucki (3 października 1831)
13. ppor. Roman Iwanowski (3 października 1831)
14. ppor. Jan Kozłowski (15 marca 1831)
15. ppor. Antoni Palich (15 marca 1831)
16. ppor. Antoni Patek (3 października 1831)
17. ppor. Michał Tworkowski (3 października 1831)
18. ppor. Julian Uszyński (3 października 1831)

Kawalerowie Srebrnego Krzyża Orderu Wojskowego Polskiego:
1. podoficer Edward Doliwa (3 października 1831)
2. podoficer Rubin Goldberg (3 października 1831)
3. podoficer Julian Hillenberg (3 października 1831)
4. podoficer Józef Jankowski (17 września 1831)
5. podoficer Antoni Janowicz (3 października 1831)
6. podoficer Jan Kordaszewski (3 października 1831)
7. podoficer Marcin Lenczewski (15 marca 1831)
8. podoficer Krzysztof Sleszyński (15 marca 1831)
9. podoficer Antoni Tułowski (3 października 1831)
10. żołnierz Teodor Makowski (15 marca 1831)
11. podoficer Ludwik Wszeborowski (17 września 1831)
12. podoficer Konstanty Zaruski (3 października 1831)
13. żołnierz Marcin Kamiński (17 września 1831)
14. żołnierz Adam Kierczyński (17 września 1831)
15. żołnierz Maciej Lissowski (4 października 1831)
16. żołnierz Stanisław Przestrzelski (15 marca 1831)
17. żołnierz Jan Witkowski (6 kwietnia 1831)
18. kadet Bronisława Czarnowska (3 października 1831)

## Walki pułku
Pułk brał udział w walkach w czasie powstania listopadowego.
Bitwy i potyczki:
- Długosiodło (11 lutego),
- Grochów (25 lutego),
- Nasielsk (28 lutego),
- Wawer (10 marca),
- Liw (14 kwietnia),
- Wyszków (20 kwietnia),
- Baranów (4 maja),
- Mińsk (14 lipca)
- Warszawa (6 i 7 września).